# John Niland
John Hugh Niland (* 29. Februar 1944 in Quincy, Massachusetts, USA) ist ein ehemaliger US-amerikanischer American-Football-Spieler. Er spielte als Guard in der National Football League (NFL) bei den Dallas Cowboys und den Philadelphia Eagles.

## Jugend
Der in Massachusetts geborene John Niland besuchte in Amityville die Highschool. Seine Eltern verstarben früh und er wurde von seiner 50 Jahre alten Adoptivmutter aufgezogen. Niland gab im Jahr 1994 in einem Zeitungsinterview zu, als Kind sexuell missbraucht worden zu sein. Bereits als Kind musste er seinen Lebensunterhalt mit Kinderarbeit bestreiten. Nach seinem Schulabschluss schloss er sich der University of Iowa an.

## Spielerlaufbahn

### Collegekarriere
John Niland studierte von 1963 bis 1966 an der University of Iowa und spielte dort unter Head Coach Jerry Burns drei Jahre lang Football für die Iowa Hawkeyes. Er war dabei zeitweise Mannschaftskamerad vom späteren Mitglied in der Pro Football Hall of Fame Paul Krause. Niland spielte zunächst als Fullback bei den Hawkeyes wechselte aber später auf die Position eines Guard. Obwohl die in der Big Ten Conference angesiedelten Iowa Hawkeyes während der Spielzeit von Niland wenig erfolgreich waren, wurde er in den Jahren 1964 und 1965 zum All American gewählt. Zudem erfolgte im Jahr 1965 seine Wahl in die Auswahl der Big Ten Conference. Sein College zeichnete ihn aufgrund seiner sportlichen Leistungen mehrfach aus.

### Profikarriere
Die sportlichen Leistungen von John Niland hatten auch die Scouts der National Football League und der American Football League (AFL) aufmerksam gemacht. 1966 zogen ihn die Oakland Raiders in der 13. Runde an 116. Stelle der AFL-Draft. Gleichzeitig zeigten die von Tom Landry betreuten Dallas Cowboys an einer Verpflichtung von John Niland interessiert und zogen ihn in der 1. Runde an 5. Stelle der NFL-Draft. Niland schloss sich den Cowboys an. Landry setzte ihn in der Offense der Cowboys als Guard ein, womit ihm die Aufgabe zufiel Quarterback Don Meredith zu schützen und den beiden Runningbacks Don Perkins und Dan Reeves den Weg in die gegnerische Endzone frei zu blocken. Die Offensive Line der Cowboys um Niland und dem Offensive Tackle Ralph Neely, sowie dem Center Dave Manders sollte in den nächsten Jahren mit der Verpflichtung von Rayfield Wright und John Fitzgerald weiter verstärkt werden. Sie trug so wesentlich zum Erfolg der Dallas Cowboys bei.
Im Jahr 1970 gewann die Mannschaft von Niland mit einem 17:10-Sieg über die San Francisco 49ers die NFC Meisterschaft. Seine Mannschaft scheiterte aber im Super Bowl V an den Baltimore Colts, die von Don McCafferty betreut wurden, mit 16:13.
Im Jahr 1971 gewann John Niland mit den Cowboys in der Regular Season elf von 14 Spielen und zog damit in die Play-offs ein. Nach einem 14:3-Sieg über die San Francisco 49ers gelang seinem Team unter Führung von Quarterback Roger Staubach im Super Bowl VI gegen die von Don Shula trainierten Miami Dolphins ein 24:3-Sieg.
John Niland spielte bis zum Jahr 1974 bei den Cowboys. Im Jahr 1975 schloss er sich den 
von Mike McCormack trainierten Philadelphia Eagles an. Das Spieljahr blieb erfolglos. In der Vorbereitung zur Saison 1976 zog sich Niland eine schwere Verletzung zu. Er kam in der Spielrunde nicht mehr zum Einsatz und beendete danach seine Spielerlaufbahn.

## Abseits des Spielfelds
John Niland war bereits während seiner Spielerlaufbahn für seinen Missbrauch von Alkohol, Amphetamin und LSD bekannt. Mehrfach geriet er in körperliche Auseinandersetzungen. Seine im Jahr 1967 geschlossene Ehe litt unter seiner ständigen Untreue, die letztendlich auch zur Trennung im Jahr 1973 führte. Im Drogenrausch lief er 1973 durch die Straßen von Dallas. Orientierungslos klopfte er gegen die Tür eines Rabbiners, woraufhin dieser die Polizei verständigte. Als die Polizeibeamten versuchten, den halluzinierenden Niland einer ärztlichen Behandlung zuzuführen, geriet er mit diesen in eine körperliche Auseinandersetzung. Er zog sich dabei eine Verletzung zu und verpasste daraufhin ein Spiel seiner Mannschaft. 1983 gelangte er wegen Drogenbesitz erneut mit dem Gesetz in Konflikt. 1987 wurde er von einem Gericht aufgrund eines Betrugsdelikts zu einer Haftstrafe verurteilt. Er verbrachte elf Monate im Gefängnis. Im Laufe der nächsten Jahre gelang es Niland, sein Leben komplett zu ändern. Er fand zum christlichen Glauben und heiratete 1993 seine zweite Frau, mit der er zwei Töchter bekam. John Niland arbeitet heute in führender Stellung in der Chemieindustrie.

## Ehrungen
John Niland ist Mitglied in der National Iowa Varsity Club Athletics Hall of Fame und in der Suffolk Sports Hall of Fame. Er spielte sechsmal im Pro Bowl, dem Abschlussspiel der besten Spieler einer Saison und wurde zudem sechsmal zum All Pro gewählt.

## Quelle
- Jens Plassmann: NFL – American Football. Das Spiel, die Stars, die Stories (= Rororo 9445 rororo Sport), Rowohlt, Reinbek bei Hamburg 1995, ISBN 3-499-19445-7
- Peter Golenbock: Landry's Boys: An Oral History of a Team and an Era, Triumph Books, 2005, ISBN 1-617-49954-4